# Pavla Horáková
Pavla Horáková (* 1974 Plzeň) je česká spisovatelka a překladatelka, držitelka ocenění Magnesia Litera 2019 za prózu.

## Život
V letech 1993–2000 vystudovala překladatelství a tlumočnictví a serbistiku na Filozofické fakultě Univerzity Karlovy. Již za vysokoškolských studií začala s překlady; od roku 1997 překládala ze srbštiny a angličtiny (např. knihy Kurta Vonneguta). V roce 2000 obdržela Tvůrčí odměnu Obce překladatelů za překlad knihy Tamy Janowitzové Otroci New Yorku. V letech 2001–2007 pracovala jako redaktorka anglickojazyčného vysílání Českého rozhlasu 7. Mezi lety 2004 a 2010 působila jako překladatelka pro Mezinárodní filmový festival Karlovy Vary. Léta 2018 přestala s překlady, aby se mohla naplno věnovat spisovatelskému řemeslu. Do následujícího roku pracovala jako redaktorka festivalového magazínu. Připravuje pořady pro Český rozhlas Vltava.

## Dílo

### Překlady
(výběr)
- Thomas Pynchon: Pomalý učeň: rané povídky (1999)
- Tama Janowitzová: Otroci New Yorku (2000)
- Zoran Živković: Dar času (2002)
- Iain Banks: Píseň kamene (2002)
- Kurt Vonnegut: Ostroočko (2007)
- Kurt Vonnegut: Vítejte v pavilonu opic (2008)
- Vladimir Pištalo: Tesla: portrét mezi maskami (2012)
- Joe Kubert: Fax ze Sarajeva: příběh o přežití (2016)

### Vlastní tvorba
- Tajemství Hrobaříků (2010)
- Kecy v kleci (2010; spolu s Adamem Votrubou, Kateřinou Kadlecovou, Pavlou Maxovou a Kristýnou Pleskotovou) – sbírka současné folklorní poezie dětí
- Hrobaříci v podzámčí (2011)
- Hrobaříci a Hrobaři (2012)[4]
- Přišel befel od císaře pána: polní pošta – příběhy Čechů za první světové války (2015)[5]
- Johana (2018; spolu se Zuzanou Dostálovou a Alenou Scheinostovou)[6]
- Zum Befehl, pane lajtnant, aneb, Poslušně hlásím, že byla jednou jedna veliká bitva (2018)[7]
- Teorie podivnosti (2018);[6] cena Magnesia Litera 2019 za prózu[8]
- Srdce Evropy (2021)[9] – volně navazuje na Teorii podivnosti; navíc tematizuje českou, resp. středoevropskou identitu i něco historie
- Okno na západ (2025)[1][10]